# Acàcia de tres punxes
L'acàcia de tres punxes (Gleditsia triacanthos) és una espècie d'arbre de la família de les fabàcies. Originària de l'est d'America del Nord des de Dakota del Sud fins Nova Orleans i del centre de Texas, fins a Pennsilvània.
Aquesta acàcia és altament adaptables a diferents ambients i l'espècie s'ha introduït a tot el món. Fora del seu rang natural pot ser una espècie invasora agressiva i perjudicial.

## Descripció
Arbre de fulla caduca pot arribar a fer de 20 a 30 m de ràpid creixement i relativament poca longevitat (120 anys). Les fulles són pinnades compostes en els arbres vells però bipinnades en els joves. Les flors (molt oloroses) apareixen a finals de primavera.
El fruit és un llegum pla de 7 a 34 cm, la polpa dels quals és comestible i els indis americans la consumien.
Com el seu nom indica tenen espines que fan de 10 a 20 cm de llarg.
Té ús com a arbre ornamental que resisteix freds intensos, sòls de males condicions i l'ambient urbà.
La fusta és d'alta qualitat, duradora i que es poleix bé.

## Imatges

Acàcia de tres punxes - Gleditsia triacanthos
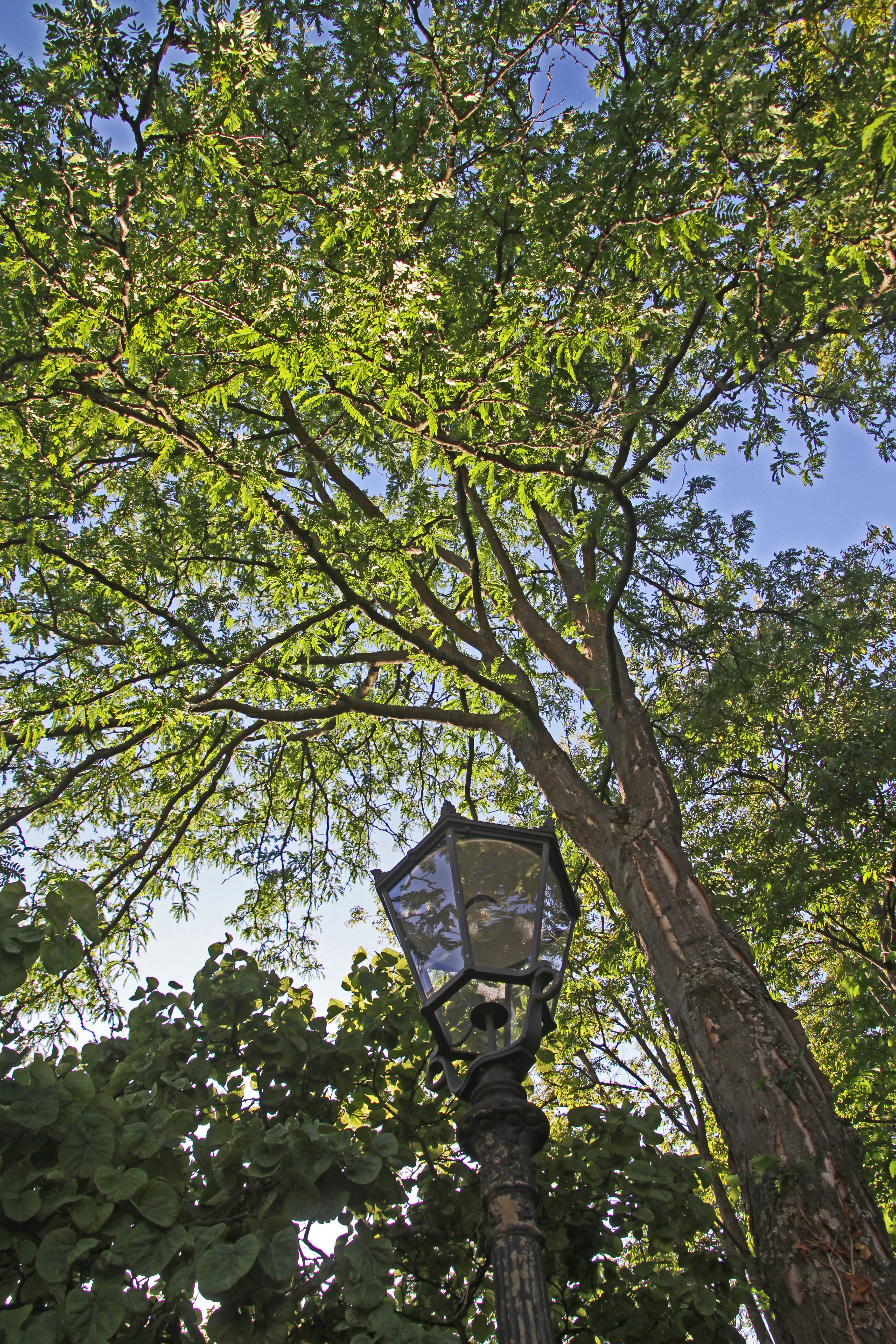
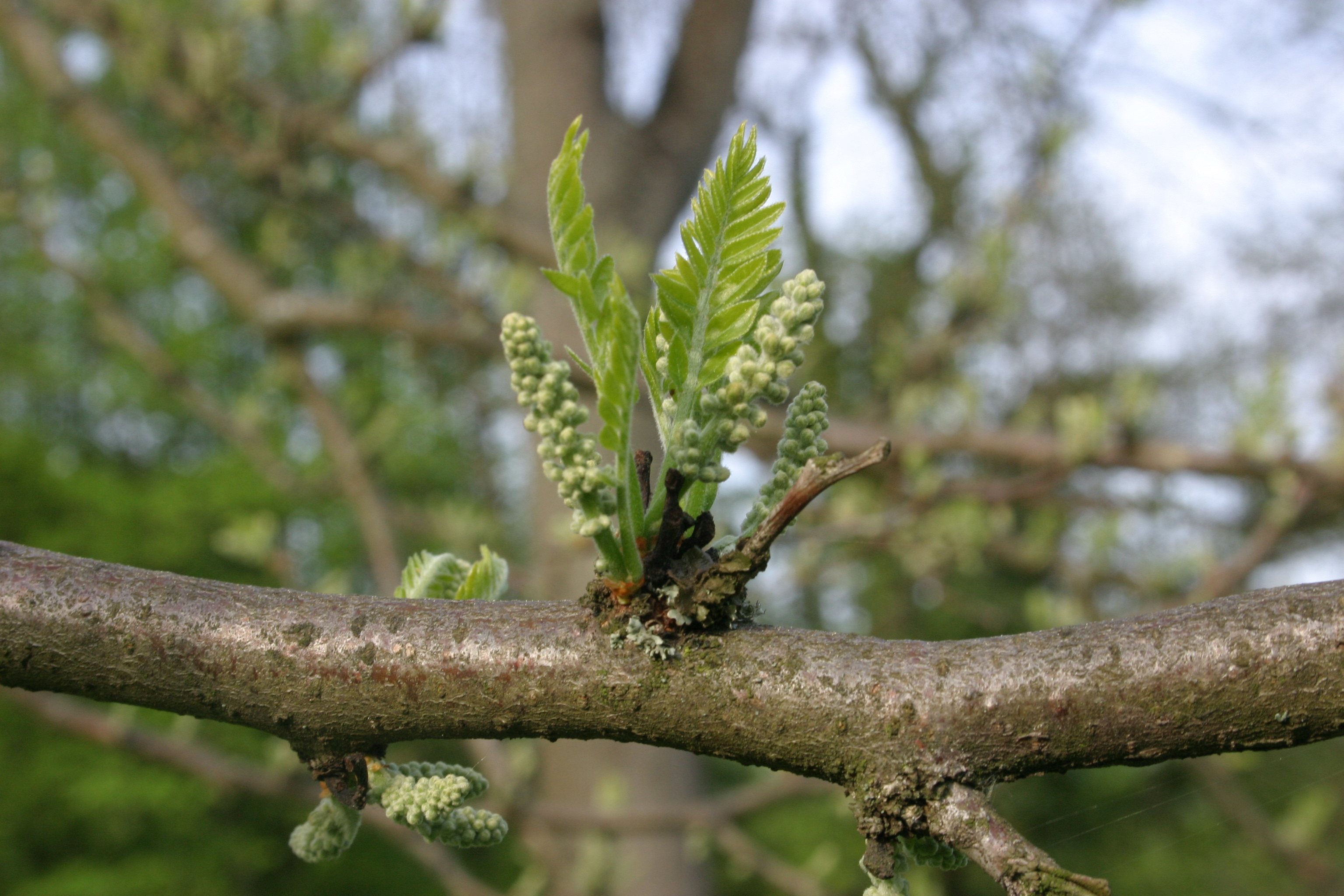
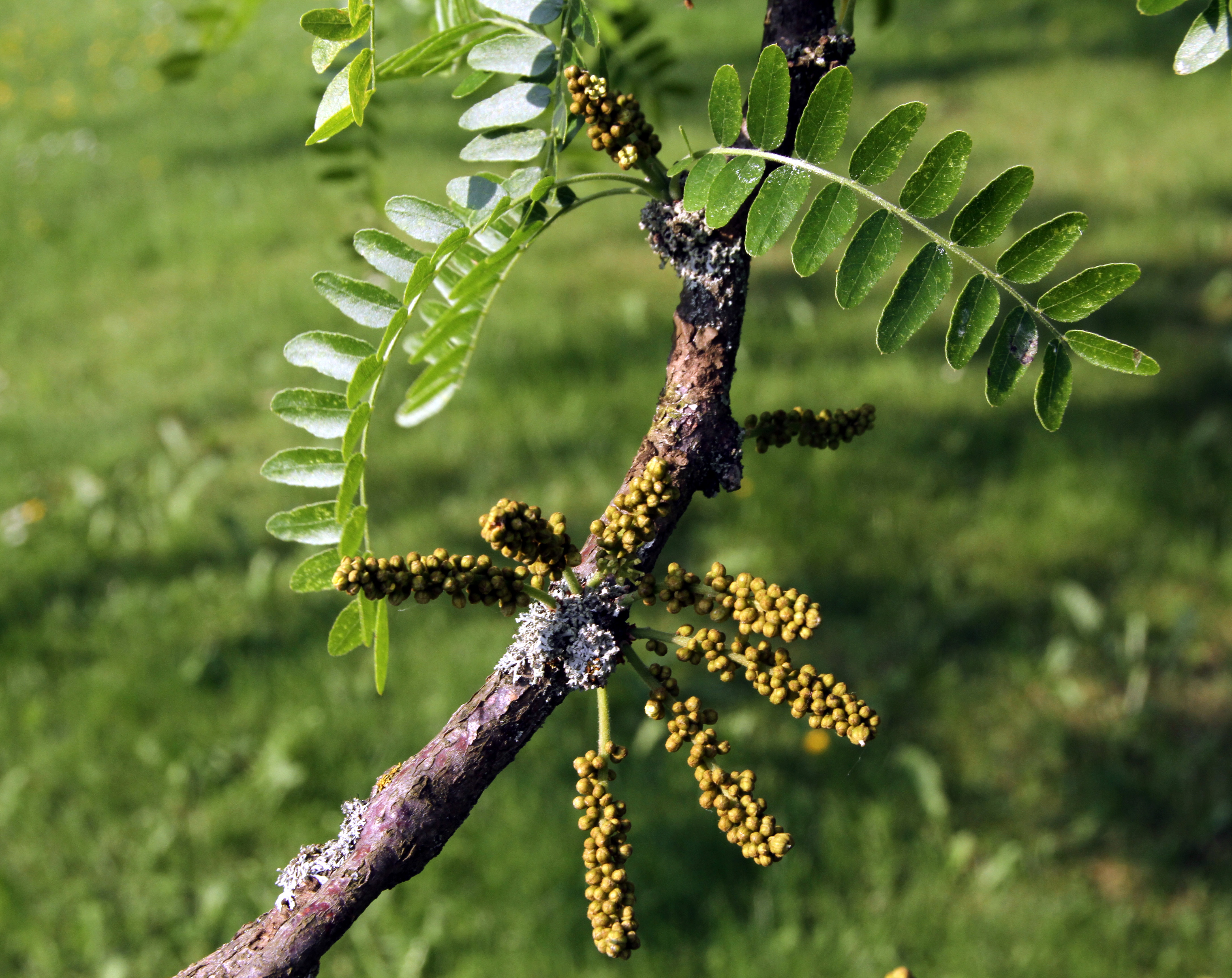
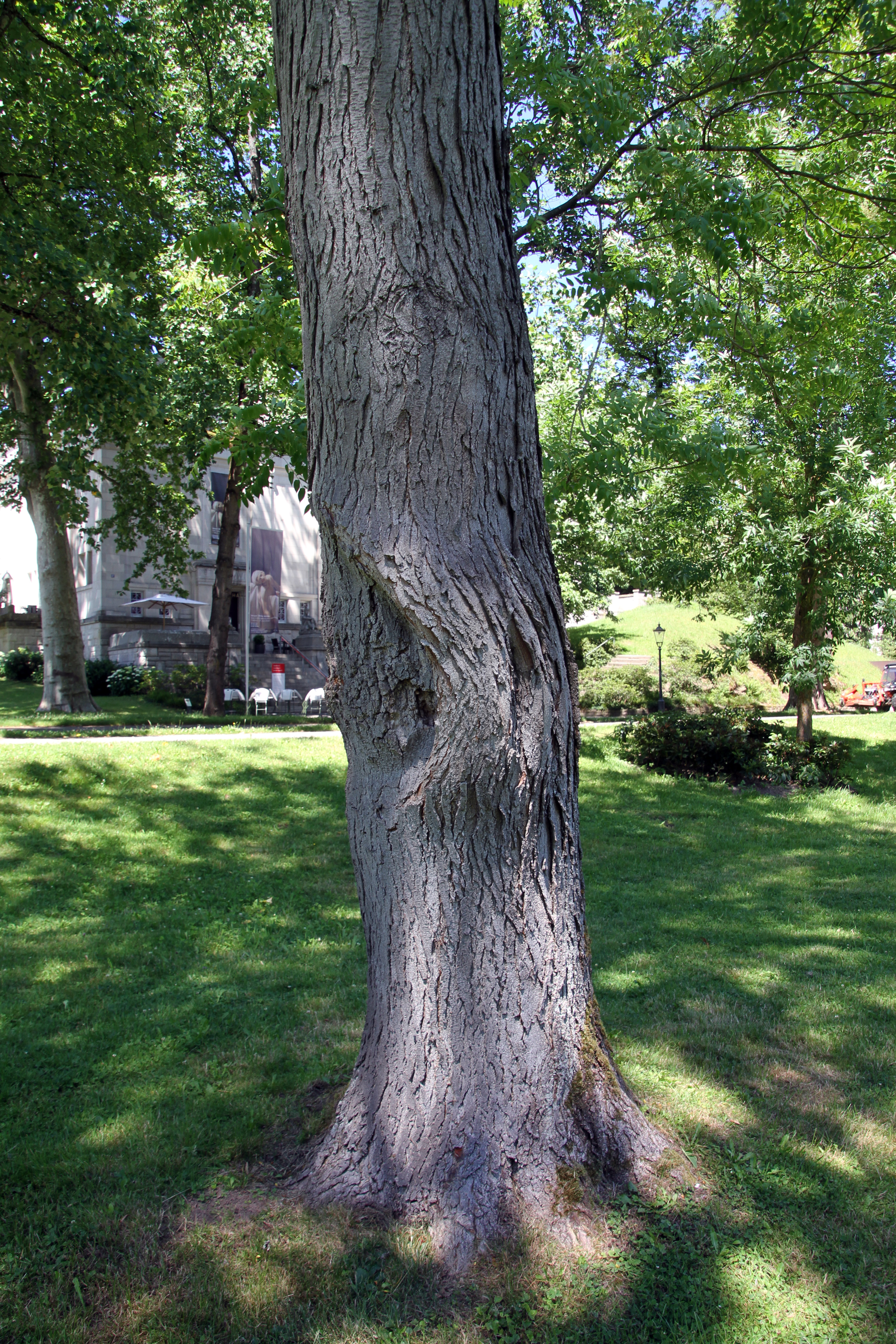
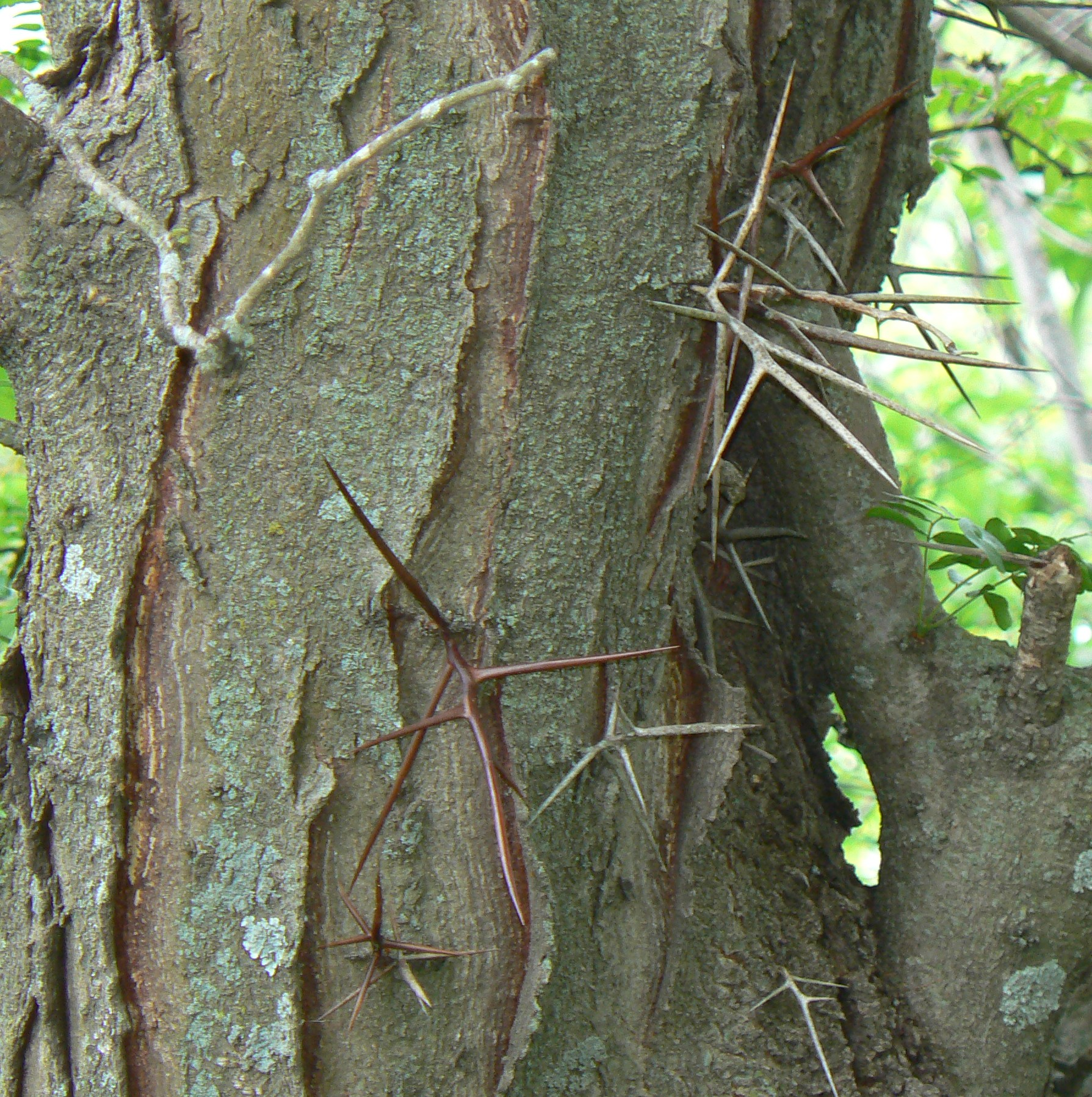
Espines
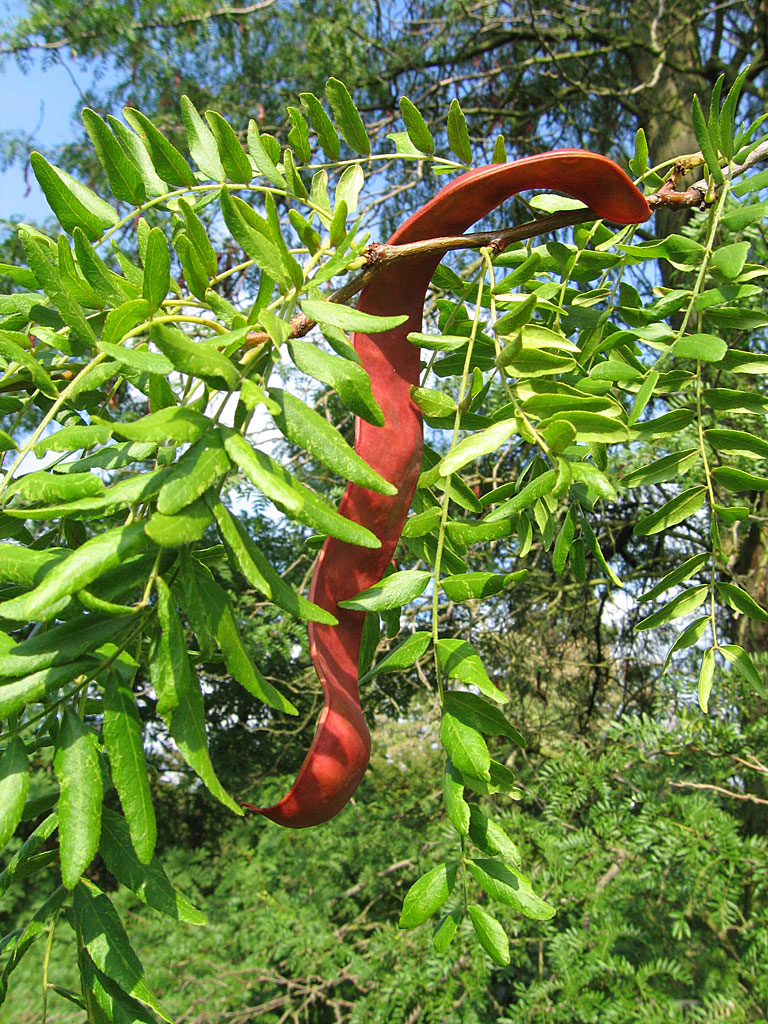
Llegum madur
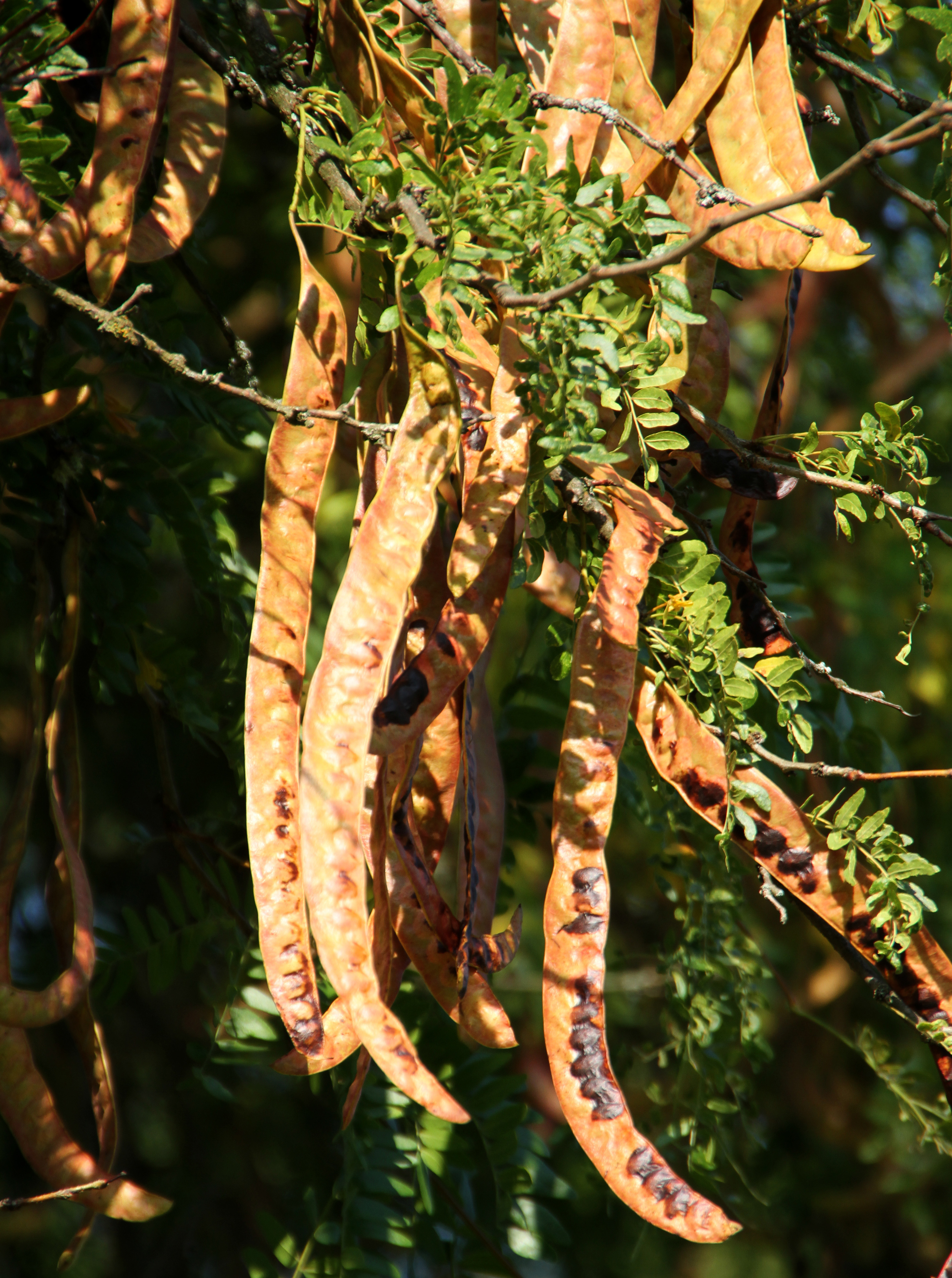
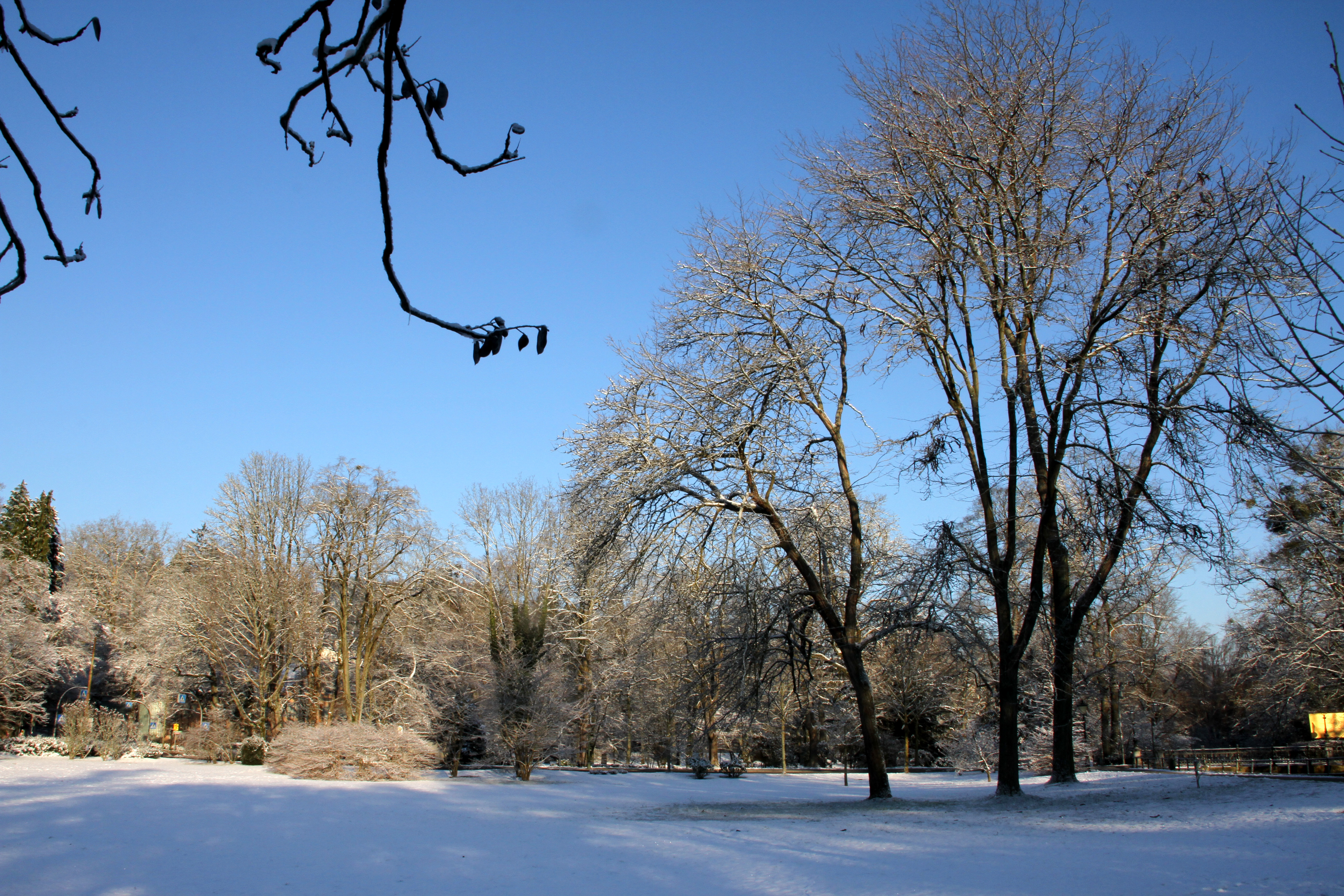
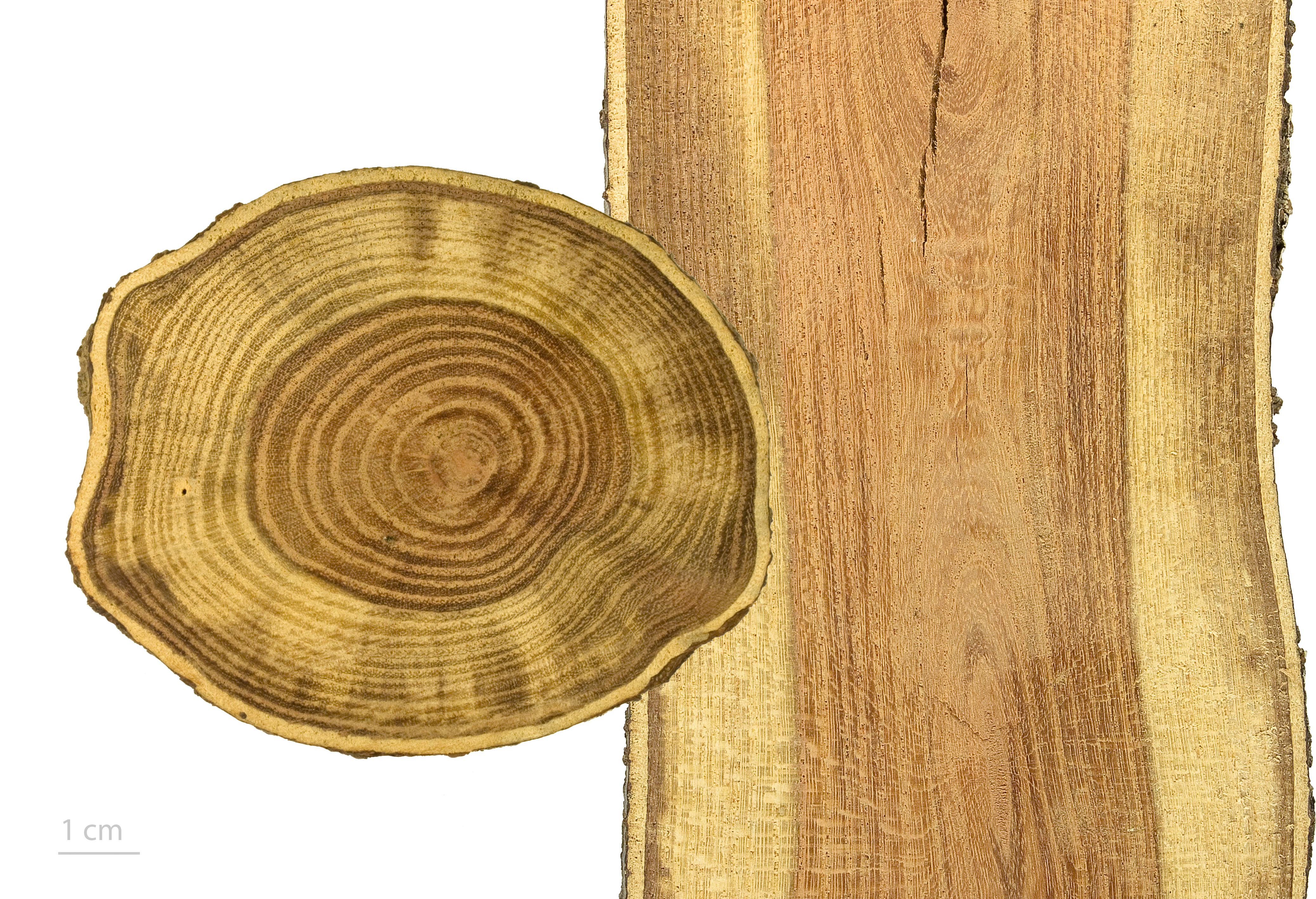